# Rożnów (Wołczyn)
Rożnów (deutsch: Rosen) ist ein Ort der Stadt- und Landgemeinde Wołczyn im Powiat Kluczborski der Woiwodschaft Opole in Polen.

## Geographie
Rożnów liegt rund acht Kilometer nordöstlich von Wołczyn, rund 12 Kilometer nordwestlich von Kluczbork (Kreuzburg) und etwa 58 Kilometer nordöstlich von Opole (Oppeln).
Nachbarorte von Rożnów sind im Nordosten Kochłowice (Kochelsdorf), im Osten Sarnów (Sarnau), im Südosten Krzywizna (Schönwald), im Südwesten Unieszów (Berthelschütz) und im Westen Skałągi (Skalung).

## Geschichte

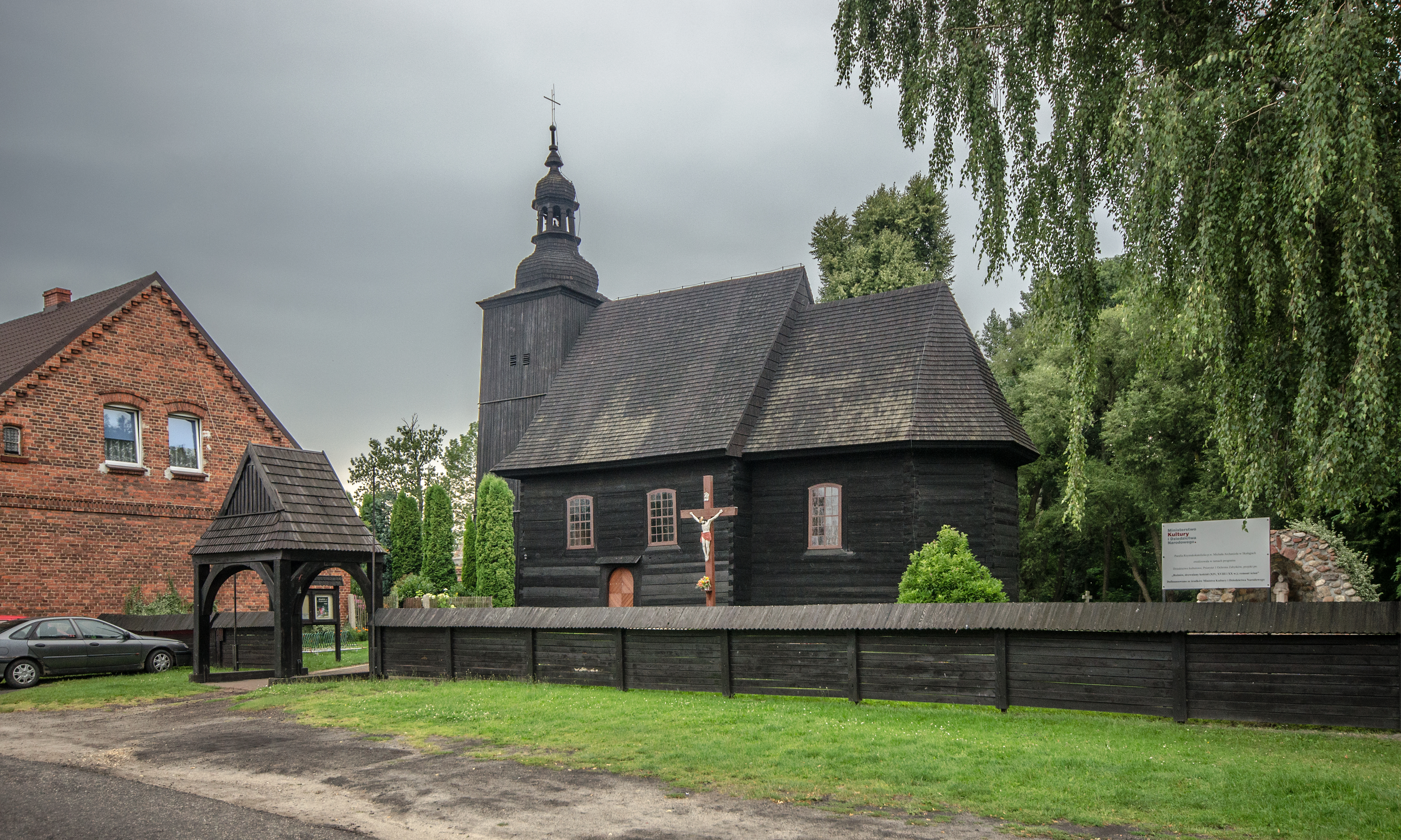
Schrotholzkirche Hl. Dreifaltigkeit

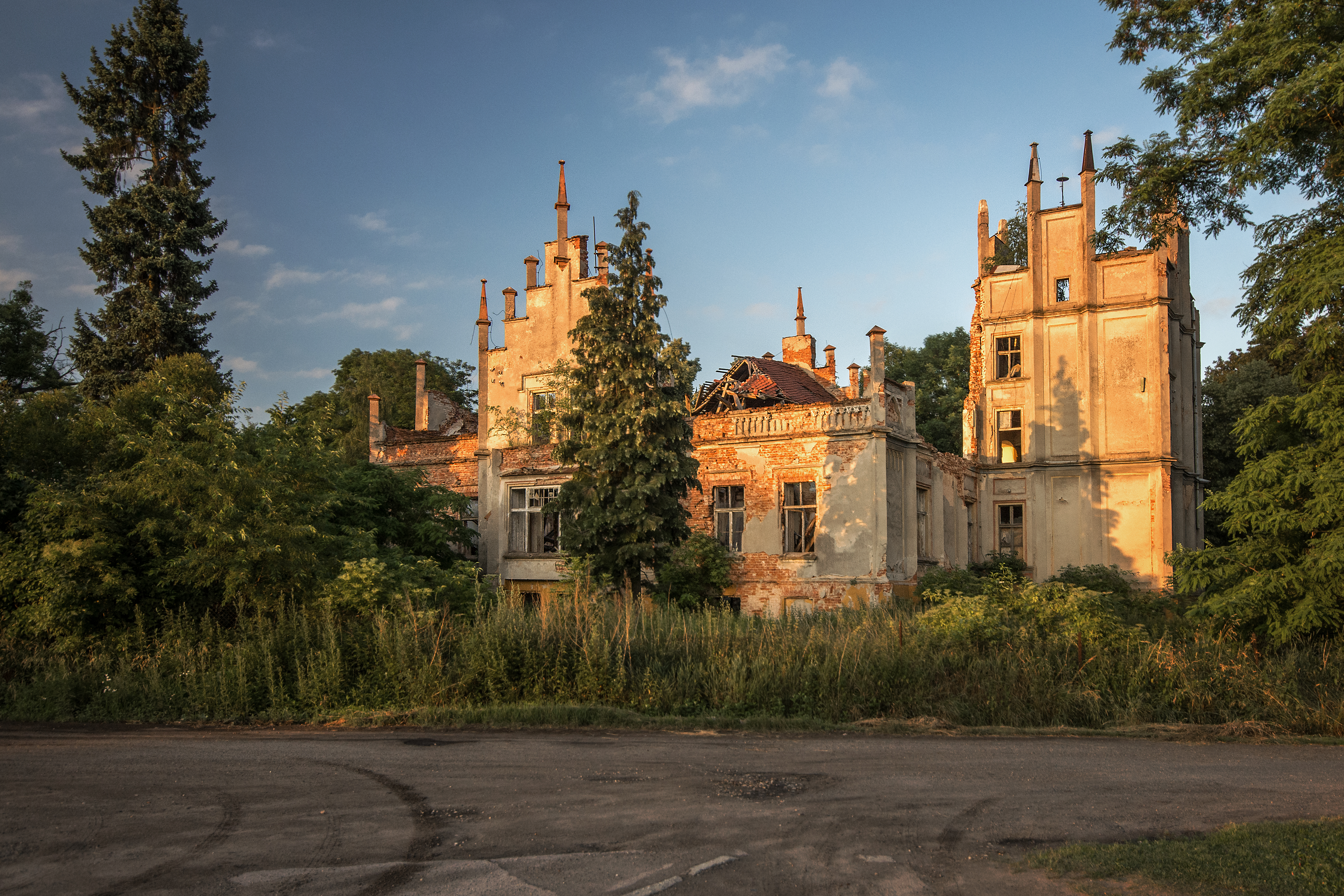
Schloss Rosen

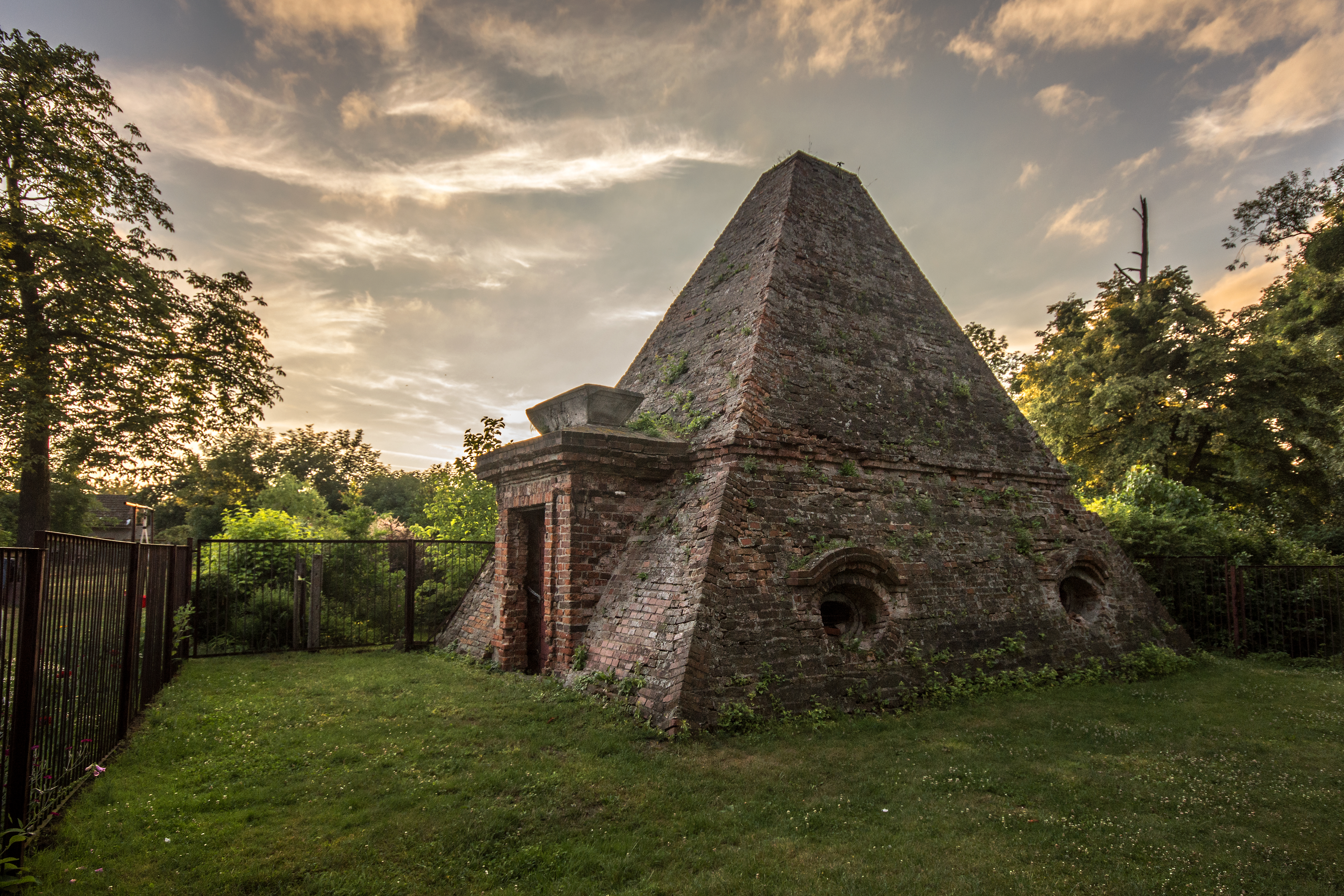
Pyramidengrab

Das Dorf Rosen wird 1297 erstmals erwähnt. 1376 wird im Dorf erstmals eine Kirche erwähnt. Im Jahr 1406 erfolgte eine Erwähnung des Dorfes als Rosenaw. 1530 wird die Dorfkirche zu einem protestantischen Gotteshaus umgenutzt.
1788 wird unter dem Grundherrn General von Eben eine neue hölzerne Kirche erbaut.
1845 bestand das Dorf Rosen aus zwei Ortsteilen, Nieder- und Ober-Rosen. Der Ortsteil Nieder-Rosen (poln. Dolny Rożnów) bestand im Jahr 1845 aus einem Schloss und weiteren 26 Häusern. Im gleichen Jahr lebten in Nieder-Rosen 232 Menschen, davon 41 katholisch und einer jüdisch. Ober-Rosen (poln. Wierzchni oder Rożnów) bestand im Jahr 1845 aus einer evangelischen Kirche, einem Vorwerk, einer Brennerei und weiteren 34 Häusern. Im gleichen Jahr lebten in Ober-Rosen 348 Menschen, davon 51 katholisch und fünf jüdisch. 1874 wurde der Amtsbezirk Rosen gegründet, welcher die beiden Landgemeinden Ober- und Nieder-Rosen umfasste. Erster Amtsvorsteher war der Rittergutsbesitzer Hugo von Treu.
1933 lebten in Rosen 608, 1939 wiederum 494 Menschen. Bis 1945 gehörte das Dorf zum Landkreis Kreuzburg O.S.
Als Folge des Zweiten Weltkriegs fiel Stoberbrück 1945 wie der größte Teil Schlesiens unter polnische Verwaltung. Nachfolgend wurde der Ort in Rożnów umbenannt und der Woiwodschaft Schlesien angeschlossen. 1950 wurde das Dorf der Woiwodschaft Oppeln eingegliedert. 1999 kam Rożnów zum neu gegründeten Powiat Kluczborski (Kreis Kreuzburg).

## Sehenswürdigkeiten
- Die römisch-katholische Schrotholzkirche der Heiligen Dreifaltigkeit (poln. kościół ewangelicki pod wezwaniem św. Trójcy) wurde 1788 als evangelisches Gotteshaus erbaut. Bereits 1376 wurde im Dorf eine Kirche erwähnt, welche 1530 protestantisch wurde. 1930 erfolgte eine Sanierung der Kirche. Die Kirche besitzt einen rechteckigen Grundriss mit einem dreiseitig geschlossenen Chor. An der Westseite befindet sich ein Glockenturm mit einer Zwiebelhaube. Der Hauptaltar besitzt ein gotisches Triptychon, welches um 1500 in Breslau gefertigt wurde. Das Taufbecken wurde um 1700 gefertigt.
- Westlich der Kirche befindet sich das Pyramidengrab, welches 1780 nach dem Entwurf des Architekten Carl Gotthard Langhans im Auftrag des Generalleutnants Freiherr Carl Adolf August von Eben und Brunnen und der Generals-Witwe Anna von Möhring erbaut und im Oktober 1780 fertiggestellt wurde.
- Das Schloss Rosen wurde in der zweiten Hälfte des 19. Jahrhunderts als neogotisches Wohnhaus erbaut. An der Südseite befindet sich ein mit Zinnen verzierter rechteckiger Turm. Das Schloss ist heute eine Ruine und im Privatbesitz.[7]
- Das Schloss ist umgeben von einem großen Landschaftspark mit zahlreichen Teichen und einem alten Bestand an Bäumen.

## Wappen

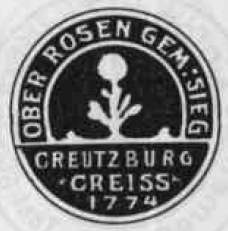
Altes Siegel der Gemeinde Ober-Rosen

Alte Siegel und Stempel des Ortes Ober-Rosen zeigen eine einzelne Rose. Damit ist es den redenden Wappen zuzuordnen.